# Partit Demòcrata-Republicà

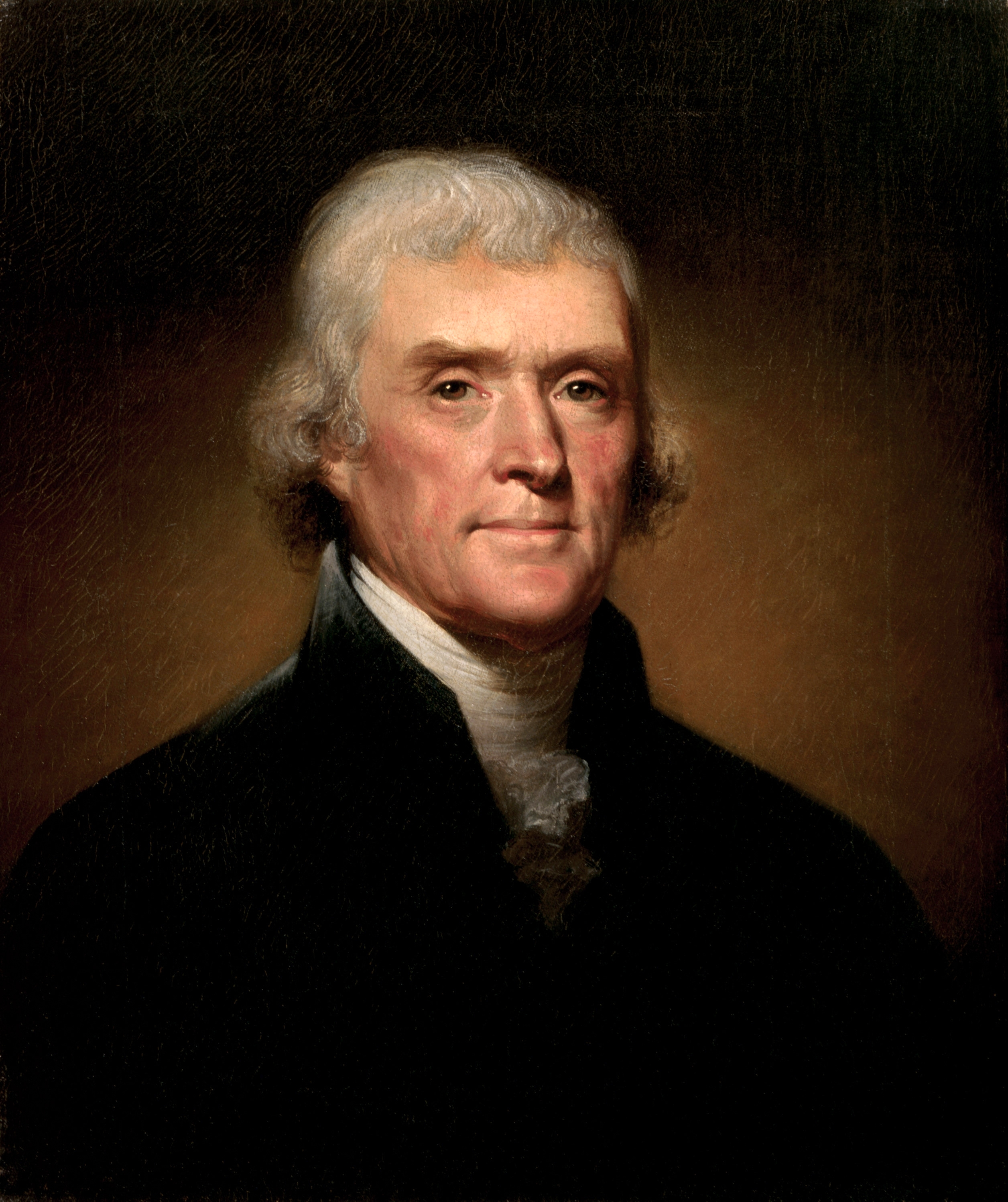
Thomas Jefferson.

El Partit Demòcrata-Republicà (en anglès:Democratic-Republican Party) va ser un partit polític estatunidenc fundat l'any 1792 per Thomas Jefferson. També actualment rep la denominació de "Partit Republicà Antic" o "Partit Republicà de Jefferson".

## Fundació del Partit
Tot i que Jefferson fou un membre important del govern de George Washington (el primer President dels Estats Units) ocupant el càrrec de Secretari d'Estat, aviat va estar en desacord amb la política de Washington, especialment amb la política econòmica del Secretari del Tresor, Alexander Hamilton. Per aquest motiu va fundar,conjuntament amb James Madison, un partit polític per oposar-se a les polítiques de l'Administració de Washington.
En les eleccions presidencials de 1792 el nou partit no va presentar cap candidat presidencial i Washington, que era extremadament popular, va ser reelegit per unanimitat.
El candidat a Vicepresident dels demòcrata-republicans va ser George Clinton; però en les eleccions de novembre de 1792 finalment va ser derrotat per John Adams (el candidat del Partit Federalista).
Jefferson, en la seva condició de líder de l'oposició, l'any 1793 va haver de renunciar al càrrec de Secretari d'Estat; cosa que afavorí la polarització entre el seu partit i el Partit Federalista, fundat pels partidaris de Washington i Hamilton per tal de defensar el seu govern.
El Partit Demòcrata Republicà defensava els drets dels estats dels Estats Units front el Govern Federal
Els membres del Partit Federalista anomenaven despectivament "Demòcrates" als membres del partit de Jefferson, amb la intenció d'identificar-los amb els partidaris radicals de la Revolució francesa.
Els membres del partit de Jefferson es feien dir a ells mateixos "Republicans", per a identificar-se amb els patriotes que havien lluitat contra la monarquia anglesa.
El resultat va ser que després de 1820 es va imposar per a anomenar el partit el terme "Republicà".
En les eleccions presidencials 1796 aquest partit presentà Thomas Jefferson; per la seva banda el Partit Federalista presentà John Adams. Adams obtingué el 53,4% dels vots popular contra el 46,6% de Jefferson i Adams es convertí en president.
El Partit Demòcrata-Republicà era dominat per una èlite selecta de dirigents. L'elecció del candidat presidencial del partit era feta pel Caucus demòcrata-republicà al Congrés. Aquest congressistes es reunien en assemblea i elegien el candidat del partit a President dels Estats Units.
Els fets més importants durant l'època que va dominar aquest partit, va ser la Compra de Louisiana i la Guerra de 1812. En les eleccions presidencials de 1820 el Partit Demòcrata-Republicà obtingué el 82,9% dels càrrecs de Representants (diputats) en la Cambra de Representants del Congrés.
Aviat van esdevenir canvis cap a una participació més directa dels ciutadans i molt aviat hi va haver quatre dirigents demòcrata-republicans disputant-se la presidència. Aquests dirigents eren: el General Andrew Jackson, el carismàtic líder popular John Quincy Adams, William H. Crawford i Henry Clay.
Aviat les faccions del partir entraren en disputa. La poderosa maquinària del partit a l'Estat de Nova York, que havia estat clau en les victòries demòcrata-republicanes del passat, es va passar íntegrament al bàndol de Jackson.
Durant i després de les eleccions presidencials de 1824, el Partit Demòcrata-Republicà es va dividir entre partidaris i opositors de la democràcia jacksoniana, donant lloc al segon sistema de partits. En les eleccions presidencials de 1824, Jackson obtingué 151.363 vots que representaven un 41,36% dels vots populars; mentre que Adams obtingué un 30,92% del vot popular. Tanmateix, en el Col·legi Electoral les coses van ser diferents: Jackson tenia 99 Electors, Adams 84, Crawford 41, i Clay 37. Com que cap d'ells tenia majoria absoluta i segons les normes s'havia d'elegir el nou president entre els tres candidats més votats, és a dir, Jackson, Adams i Crawford. La complexa i divisiva campanya electoral havia eliminat el Partit Demòcrata-Republicà. Jackson i els seus partidaris van fundar un nou partit que va acabar sent el Partit Demòcrata dels Estats Units. Adams i Clay van fundar el Partit Nacional-Republicà. Pocs anys després el partit d'Adams i Clay fracassà i desaparegué; però molts dels seus membres, encapçalats per Clay, fundarien el Partit Whig dels Estats Units, que al seu torn seria el precursor de l'actual Partit Republicà dels Estats Units.

## Presidents Demòcrata-Republicans dels Estats Units
1. Thomas Jefferson (1801-1809)
2. James Madison (1809-1817)
3. James Monroe (1817-1825)
4. John Quincy Adams (1825-1829)